# Eric Liddell
Pour les articles homonymes, voir Liddell.

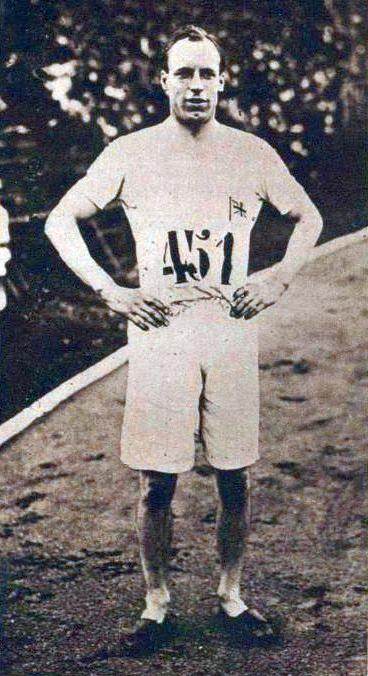
Eric Liddell aux Jeux olympiques de 1924 (vainqueur du 400 mètres).

Eric Liddell est un athlète écossais spécialiste du sprint et un joueur de rugby à XV, né le 16 janvier 1902 à Tianjin (Chine) et mort le 21 février 1945 à Weifang (Chine). Après sa carrière sportive, il a été missionnaire protestant.
Liddell a joué en équipe d'Écosse de rugby à XV, évoluant au poste de trois quart aile. Il a par ailleurs remporté le 400 mètres lors des Jeux olympiques d'été de 1924, à Paris. Il a été immortalisé dans le film de Hugh Hudson Les Chariots de feu, au tournage duquel sa sœur Jennie a participé.

## Biographie
Eric Liddell, surnommé l'Écossais volant, est né en Chine de parents missionnaires à la London Missionary Society. Il a fait ses études en Chine jusqu’à l’âge de 5 ans, puis les a poursuivies avec son frère aîné en Angleterre, au Eltham College. En 1920, Eric Liddell rejoint son frère Rob à l'université d'Édimbourg pour y étudier les sciences. Le rugby et l'athlétisme prennent une grande part dans sa vie universitaire, il court alors le 110 yards et le 220 yards. Il est le meilleur athlète de son collège, et également le capitaine des équipes de cricket et de rugby à XV. 
Il se fait tout spécialement remarquer par sa vitesse, un don qu'il confirmera plus tard en devenant champion olympique du 400 m en 1924 à Paris. Fervent chrétien, il refuse de courir le dimanche à Paris, et doit donc renoncer au 100 m dont les premières séries ont lieu le dimanche 6 juillet 1924. C'est son compatriote et rival sur la scène nationale Harold Abrahams, l'autre personnage principal du film Les Chariots de feu, qui va l'emporter sur la distance. En attendant le 400 m, Eric Liddell prend la médaille de bronze du 200 m gagné par Jackson Scholz. Enfin, le 11 juillet 1924, aligné au couloir extérieur en finale du 400 m, il domine toute la course et signe un record du monde en 47 s 60.   
Liddell a été aussi un très bon orateur, il a prêché en Écosse pour la Glasgow Students' Evangelical Union.

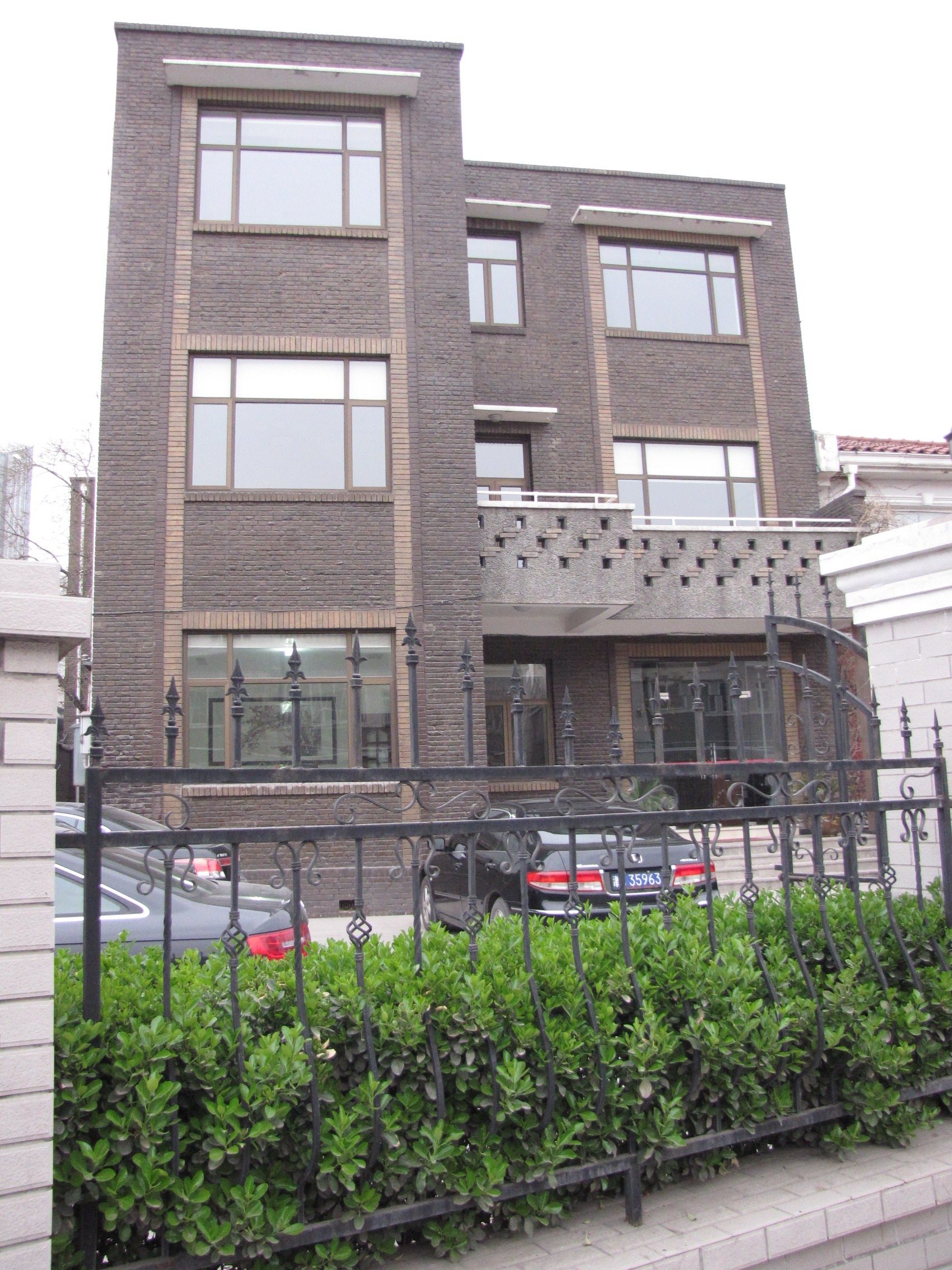
Résidence d'Eric Liddell à Tianjin, 38 Chongqing dao

Après les succès remportés en rugby à XV et aux Jeux olympiques de 1924, Liddell part comme missionnaire en Chine de 1925 à 1943. Il est ordonné pasteur en 1932. Il est affecté à Tianjin, sa ville natale, où il se marie en 1934.
Durant la guerre entre la Chine et le Japon, il évacue en 1941 sa femme et ses enfants au Canada. Il est affecté à Shaochang pour relever son frère au service médical. Il est fait prisonnier et interné dans le camp de Weixian (Weifang, Shandong) en 1943. Il meurt en 1945 d'une tumeur au cerveau. Son décès provoque une très vive émotion en Écosse. Le film Les Ailes de la victoire (en) sorti en 2018, avec Joseph Fiennes dans le rôle d’Eric, relate cet épisode.

## Carrière de joueur de rugby à XV
Il a eu sa première cape internationale le 2 janvier 1922 contre l'équipe de France, et a disputé son dernier test match le 17 mars 1923 contre l'équipe d'Angleterre.
Il totalise sept sélections avec l'équipe d'Écosse, disputant les Tournois des Cinq Nations 1922 et 1923.

## Carrière d'athlète
Par conviction religieuse, Liddell a refusé de disputer la course du 100 m lors des Jeux olympiques d'été de 1924, car les premières séries se disputaient un dimanche, c'était pourtant sa spécialité,,,.
Sachant bien avant les épreuves qu'il ne pourrait pas disputer le 100 m, il s'est entraîné pendant plusieurs mois pour disputer les 200 m et 400 m. Il a obtenu une médaille d'or au 400 m et une médaille de bronze au 200 m.

## Palmarès d'athlète
- Jeux olympiques d'été de 1924 à Paris (France) :
  -  Médaille d'or sur 400 m ;
  -  Médaille de bronze sur 200 m.